# Ozereanka, Zboriv
Ozereanka (în ucraineană Озерянка) este un sat în comuna Zaruddea din raionul Zboriv, regiunea Ternopil, Ucraina.

## Demografie
Componența lingvistică a localității Ozereanka
     Ucraineană (99,67%)
     Alte limbi (0,33%)
Conform recensământului din 2001, majoritatea populației localității Ozereanka era vorbitoare de ucraineană (99,67%), existând în minoritate și vorbitori de alte limbi.